# Limoselle aquatique
Limosella aquatica
Espèce
Classification APG III (2009)
Statut de conservation UICN

 LC  : Préoccupation mineure
La limoselle aquatique (Limosella aquatica) est une plante herbacée de la famille des Scrofulariacées.
Cette plante se rencontre généralement sur le sable, les limons humides ou la vase.